# 54 (novela)
54 es una novela firmada por Wu Ming cuya primera edición en italiano fue publicada en 2002. Está ambientada en Italia, la ex Yugoslavia, Gran Bretaña y los Estados Unidos durante el año 1954.
Wu Ming (nombre completo: Wu Ming Foundation) es el seudónimo de un grupo de escritores italianos formado en el año 2000. Precedentemente los miembros formaban parte del Luther Blissett Project en Bolonia, y cuatro de ellos escribieron la novela Q, que alcanzó una fama significativa. Fue traducida a varios idiomas. Todas las ediciones conservan la declaración de derechos de autor original, que permite la reproducción no comercial del libro.

## Contexto histórico y tramas
La novela registra un vasto conglomerado de personajes y subtramas.
Es 1954, Iósif Stalin ya está muerto, Yugoslavia es el único país socialista que ha decidido romper relaciones con la Unión Soviética, y el llamado "territorio libre" de Trieste es disputado entre Italia y el país colindante vecino. En Italia, el descontento se ha extendido entre los exmiembros de la Resistencia Italiana, debido a que el gobierno Demócrata Cristiano consintió que muchas figuras de relieve que formaban parte del Fascismo pudieran volver a la vida pública e institucional, y también porque varios ex partisanos son perseguidos a causa de sus actividades de guerrilla, ya que fueron tomadas fuera de contexto y consideradas como acciones criminales. En Nápoles, el capo mafioso Lucky Luciano está supervisando la creación del tráfico mundial de heroína. En Bolonia, un grupo de comunistas gruñones pasan el rato en el Bar Aurora. El local está administrado por los jóvenes hermanos Capponi, cuyo padre luchó en Yugoslavia y decidió quedarse allí después de la guerra.
En los EE. UU., la caza de brujas anticomunista llevada adelante por Joseph McCarthy ha alcanzado su cima. En Hollywood, Cary Grant está tremendamente aburrido con su nueva vida después de haberse retirado de su carrera como estrella de cine. Tanto Alfred Hitchcock como el MI6 están intentando convencerlo para que vuelva a actuar. Mientras que la propuesta de Hitchcock es clara y precisa (el maestro del suspence está preparando la filmación de To Catch a Thief [Atrapa a un ladrón]), aquella del MI6 es vaga y poco plausible: Grant tiene que viajar a Yugoslavia para encontrarse con el presidente Tito, y conversar con él sobre el deseo del Mariscal acerca de su cooperación en la industria cinematográfica occidental. El MI6 considera que una película biográfica basada en el liderazgo de Tito en la resistencia balcánica puede ser un arma valiosa para la guerra psicológica en la URSS.
Un papel clave en el despliegue paralelo de estas subtramas lo juega un televisor estadounidense, un McGuffin Electric DeLuxe que es robado de una base aliada militar en Italia meridional, luego vendido en el mercado negro y posteriormente pasado de un comprador a otro porque ninguno es capaz de hacerlo funcionar. “McGuffin” es un personaje real y sensible, los autores se refieren al mismo como “él” y siguen “sus” flujos de conciencia a lo largo del libro, dado que reflexiona sobre los toscos modales con que los italianos lo están tratando.

## Contexto contemporáneo e interpretaciones
La investigación de base comenzó en 1999, tras la publicación de la precedente novela del grupo, Q. Las subtramas fueron esbozadas en las postrimerías de la Guerra de Kosovo. El trabajo de redacción acabó diez días después de los atentados del 11 de septiembre de 2001, en vísperas de la Guerra en Afganistán. Ambas guerras están explícitamente mencionadas en los "Títulos de coda" (créditos) de la novela: "Comenzado en mayo de 1999, durante los bombardeos de la OTAN sobre Belgrado. Entregado al editor italiano el 21 de septiembre de 2001, en espera de la escalation" (escalada bélica). Los sucesos que preparan el terreno para - y se derivan de - los atentados del 11-S también están alegóricamente descritos en la nota preliminar del libro. 

Las «posguerras» no existen. / Los necios llamaban «paz» al simple alejarse del frente. / Los necios defendían la paz apoyando al brazo armado del dinero. / Más allá de la primera duna, los enfrentamientos proseguían. Garras de animales quiméricos hundidas en la carne, el Cielo lleno de acero y humo, culturas enteras arrancadas de la Tierra. / Los necios combatían contra los enemigos de hoy avituallando a los de mañana. / Los necios sacaban pecho, hablaban de «libertad», «democracia», «los nuestros», mientras se comían el fruto de incursiones y saqueos. / Defendían la civilización contra sombras chinescas de dinosaurios. / Defendían el planeta de simulacros de asteroides. / Defendían la sombra chinesca de una civilización. / Defendían un simulacro de planeta. (trad. por J. R. Monreal; rev. por J. M. Salmerón; corr. por Zubin Metal)

The Observer expresó que 54 es un habilidoso libro “sobre drogas, la potencia barata de Hollywood, el arrivo de la televisión, el equilibrio de poder político y sus consecuencias en la gente común”.
La revista Red Pepper señaló que el libro contiene una “burla a los medios y excesos políticos de Berlusconi”.
Según The Independent, la novela intenta “explicar como se frustró la búsqueda de la justicia social de la posguerra europea a través del consumismo desenfrenado y la rendición al poder norteamericano”.
La novela también está considerada como una elegía sobre los sueños destrozados del movimiento de Resistencia Italiana, así como una pintura de vida cotidiana después del fracaso de una revolución.

## Ediciones
A continuación, las ediciones impresas. Ediciones digitales en línea en varios idiomas se pueden encontrar en el sitio oficial de Wu Ming, véase enlaces externos.
- Holandés: Vassallucci, 2003, ISBN 90-5000-485-7
- Inglés: Heinemann, 2005, ISBN 0-434-01293-9 – Harcourt, 2006, ISBN 0-15-101380-2 – Arrow, 2006, ISBN 0-099-47233-3
- Italiano: Einaudi, 2002, ISBN 88-06-16203-9
- Portugués (brasileño): Conrad, 2005, ISBN 8-5761-6028-5
- Español: Mondadori, 2003, ISBN 84-397-0985-4

## Curiosidades
La inclusión de Cary Grant en el libro es fortuita y debida a una equivocación. Así lo explica un miembro del colectivo Wu Ming en una entrevista: 

Hojeando una revista de época, [WM2] había encontrado un artículo sobre las estrellas de cine favoritas del público femenino. Gary Cooper encabezaba la lista. [Él] apuntó al vuelo "G.C." en su cuaderno. Unas semanas más tarde, repasando sus garabatos, lee "C.G." en vez de "G.C." y se le ocurre: Cary Grant. En la reunión nos dice: "El actor más popular para las lectoras de tal revista era Cary Grant. "¡Bingo! ¡Cary Grant!"